# Georg Kerner (Politiker)
Georg Kerner (* 17. Juni 1905 in Bamberg; † 2. März 1966 ebenda) war ein deutscher Politiker (SPD, später parteilos), Bürgermeister von Bamberg und Abgeordneter des Bayerischen Landtags.

## Leben
Kerner ging auf eine kaufmännische Berufsschule, deren Besuch er 1921 mit der Abschlussprüfung beendete. Darauf war, wie bereits in seiner Lehrzeit, in verschiedenen Bamberger Firmen tätig. 1930 wurde er bei der Allgemeinen Ortskrankenkasse in Bamberg angestellt. 1933 wurde er verhaftet und war dadurch für zwei Jahre arbeitslos. Eine neue Anstellung fand er bei der Firma Singer Nähmaschinen in Bamberg, ab 1938 in Kempten. Im Zweiten Weltkrieg war er als Soldat im Einsatz, er geriet in russische Kriegsgefangenschaft. Nach seiner Entlassung kehrte er nach Bamberg zurück und wurde dort Vorsitzender des Betriebsrats der AOK Bamberg.

## Politik
In seiner Jugend engagierte sich Kerner in der sozialistischen Arbeiterjugend, dort war er zunächst Schriftführer, später deren Vorsitzender und ab 1922 Jugendleiter. 1921 trat er schließlich in die SPD ein. Nach dem Krieg beteiligte er sich an der Wiedergründung des SPD-Ortsverbandes Bamberg. Wenig später wurde er zum (stellvertretenden) Bürgermeister von Bamberg ernannt.
1946 wurde Kerner in die Verfassunggebende Landesversammlung berufen. Im selben Jahr erfolgte seine Wahl in den Bayerischen Landtag. Am 9. März 1948 trat er jedoch aus der SPD aus und verließ damit auch deren Landtagsfraktion, er gehörte dem Parlament nunmehr als fraktionsloser Abgeordneter an. Im Februar 1950 trat er schließlich der Freien Fraktionsgemeinschaft bei. Nach der Wahl 1950 schied er aus dem Landtag aus.